# Concours pour le Paradis
Concours pour le Paradis est un roman de Clélia Renucci paru en 2018 chez Albin Michel.

## Résumé
Le roman se déroule dans la Venise renaissante après l'incendie du Palais des Doges et met en scène la rivalité entre les peintres Véronèse, Tintoret et Bassano. 

## Personnages
- Domenico Tintoretto (1560-1635) : fils du maître auprès de qui il apprend à peindre.
- Marco Tintoretto (1561-1637) : fils du maître et frère de Domenico.
- Jacopo Comin Robusti, dit le Tintoret (1518-1594) : peintre.
- Paolo Caliari, dit Véronèse (1528-1588) : peintre.
- Girolamo Bardi (1544-1594) : historien et moine toscan.
- Francesco Bassano (1549-1592) : le plus jeune peintre du concours.
- Giacomo Contarini (1536-1595) : juré.
- Antonio dal Ponte (1512-1597) : architecte officiel de la république de Venise.

## Histoire
Dans le décor spectaculaire de la Venise renaissante, l'immense toile du Paradis devient un personnage vivant, opposant le génie de Véronèse, du Tintoret et des plus grands maîtres de la ville. Entre rivalités artistiques, trahisons familiales, déchirements politiques, revivent le prodige de la création, ses vertiges et ses drame.

## Distinctions
- Prix Grands Destins du Parisien Week-End, 2018[1].
- Prix du Premier Roman, 2018[2].